# Odprto prvenstvo Francije 2021
Odprto prvenstvo Francije 2021 je sto dvajseti teniški turnir za Grand Slam, ki je med 30. majem in 13. junijem 2021 potekal v Parizu.

## Moški posamično
- Novak Đoković :  Stefanos Cicipas 6–7(6–8), 2–6, 6–3, 6–2, 6–4

## Ženske posamično
- Barbora Krejčíková :  Anastazija Pavljučenkova 6–1, 2–6, 6–4

## Moške dvojice
- Pierre-Hugues Herbert /  Nicolas Mahut :  Aleksander Bublik /  Andrej Golubjev 4–6, 7–6(7–1), 6–4

## Ženske dvojice
- Barbora Krejčíková /  Kateřina Siniaková :  Bethanie Mattek-Sands /  Iga Świątek 6–4, 6–2

## Mešane dvojice
- Desirae Krawczyk /  Joe Salisbury :  Jelena Vesnina /  Aslan Karacev, 2–6, 6–4, [10–5]